# Romeriksåsene
Romeriksåsene est une zone forestière située à l'est de Nordmarka au nord-est du Sentrum d'Oslo, en Norvège. C'est une partie d'Oslomarka, dans les municipalités de Lillestrøm, Nannestad, Gjerdrum, Nittedal et Lunner, dans le comté d'Akershus .

## Description
Le terrain est élevé et vallonné sur les pentes les plus au nord, et le bassin versant se trouve loin à l'ouest. Vers Nittedal et Hakadal, il y a une forte dénivellation, mais plus douce vers Gjerdrum et Nannestad.
C'est une région montagneuse boisée et se compose principalement de gneiss et de granite. Le point culminant est Paradiskollen dans la commune de Lunner, à 670 mètres d'altitude. Dans sa zone forestière se trouvent les lacs Buvann, Gjerdrums-gjermenningen, Storøyungen, Bjertnessjøen, Råsjøen et Råbjørn.

## Zones protégées
La montagne de Romeriksåsen comprend 11 zones protégées.
- Réserve naturelle de Høgsmåsan[2]
- Réserve naturelle de Gjerimåsan [3]
- Prekestolen et la réserve naturelle de Ryggevanna[4]
- Réserve naturelle de Ravndalen[5]
- Réserve naturelle d'Århanemyra[6]
- Réserve naturelle de Pipra et Storrsjøhøgda [7]
- Réserve naturelle de Rundkollen et Sortungsbekken [8]
- Réserve naturelle de Paradiskollen[9]
- Réserve naturelle de Rudskampen[10]
- Réserve naturelle de Skotjernfjellet et Snellingsrøysene[11]

## Galerie

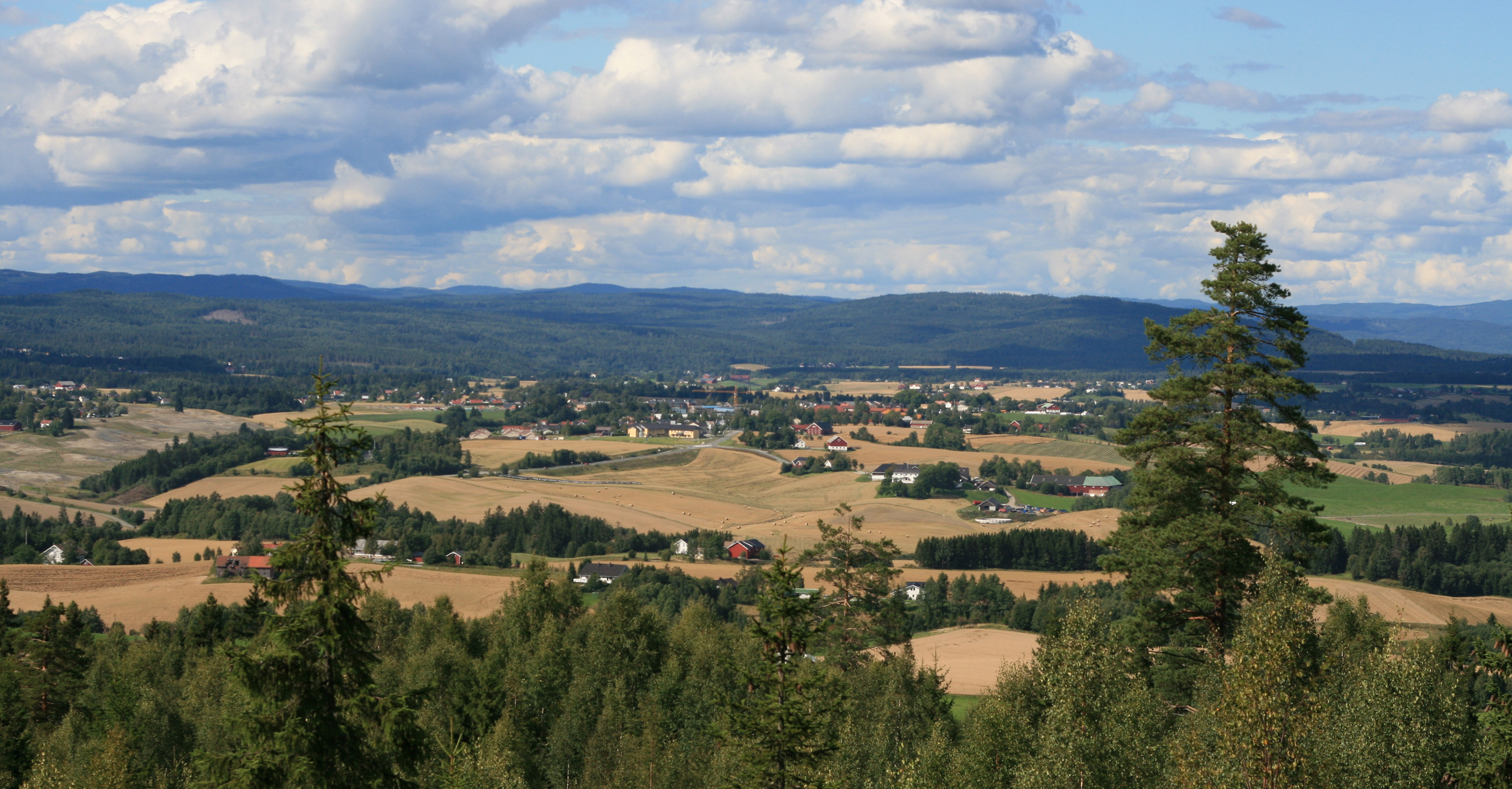
Romeriksåsene (en arrière-plan)
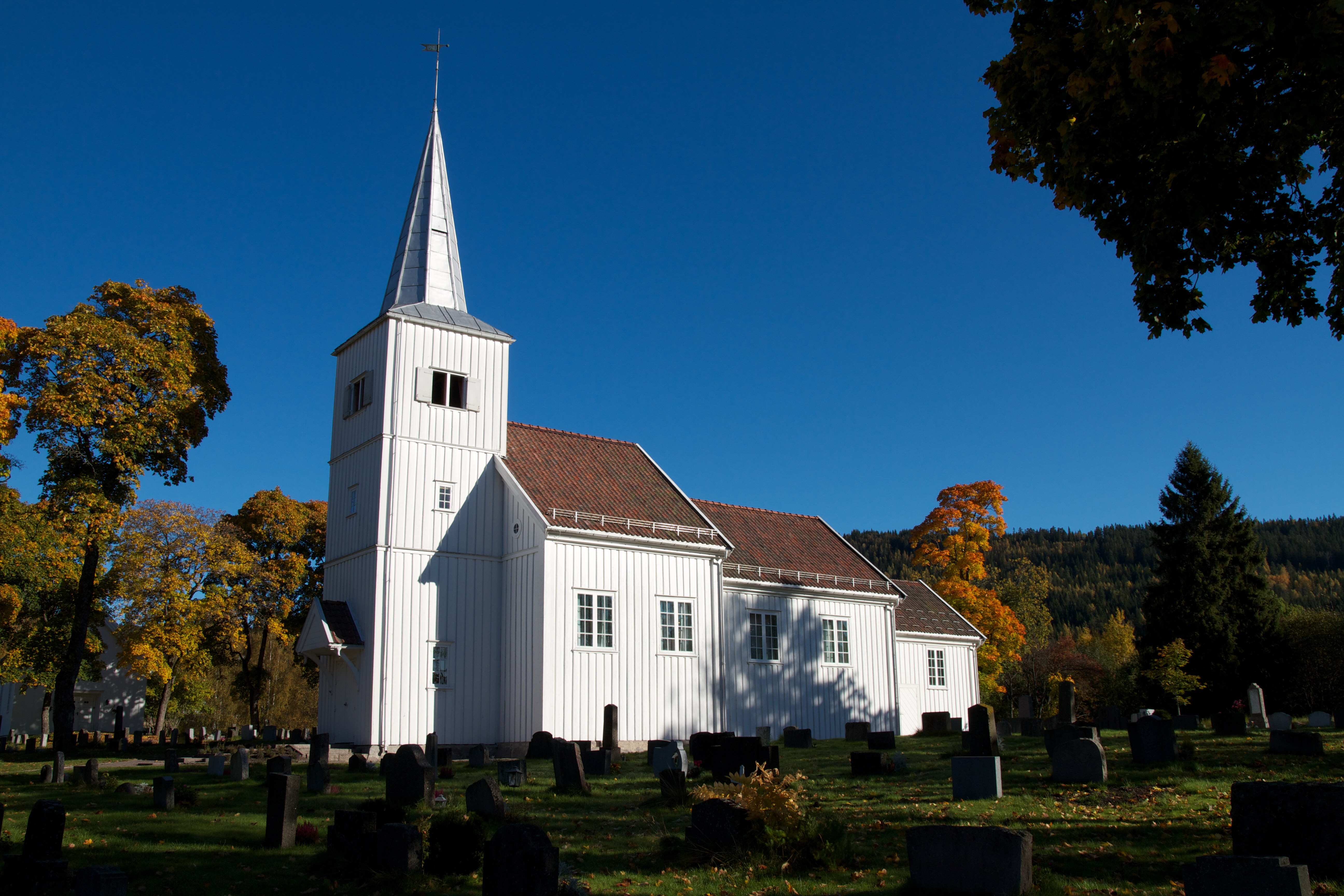
Église d'Hakadal
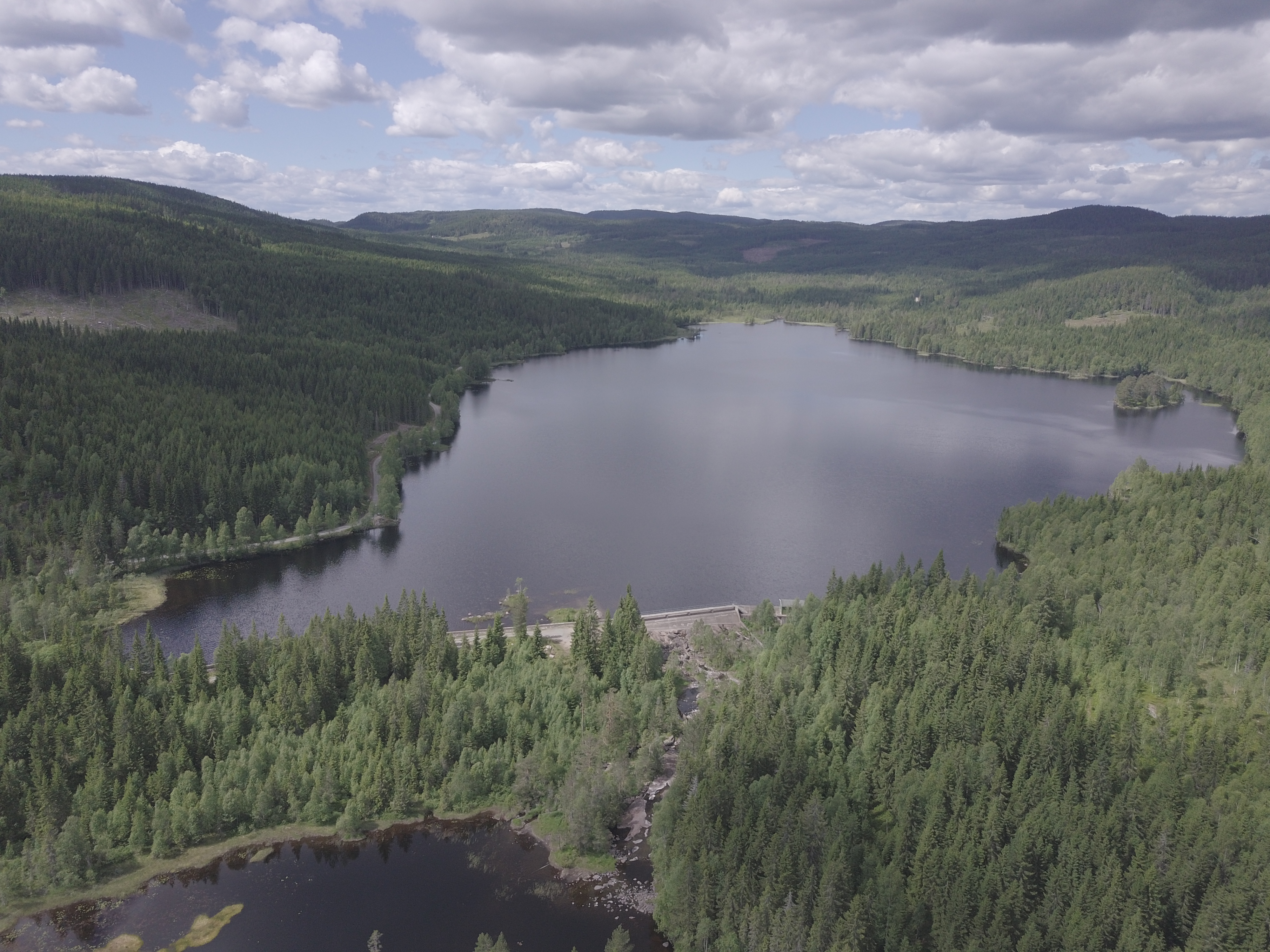
Lac de Bjertnessjøen
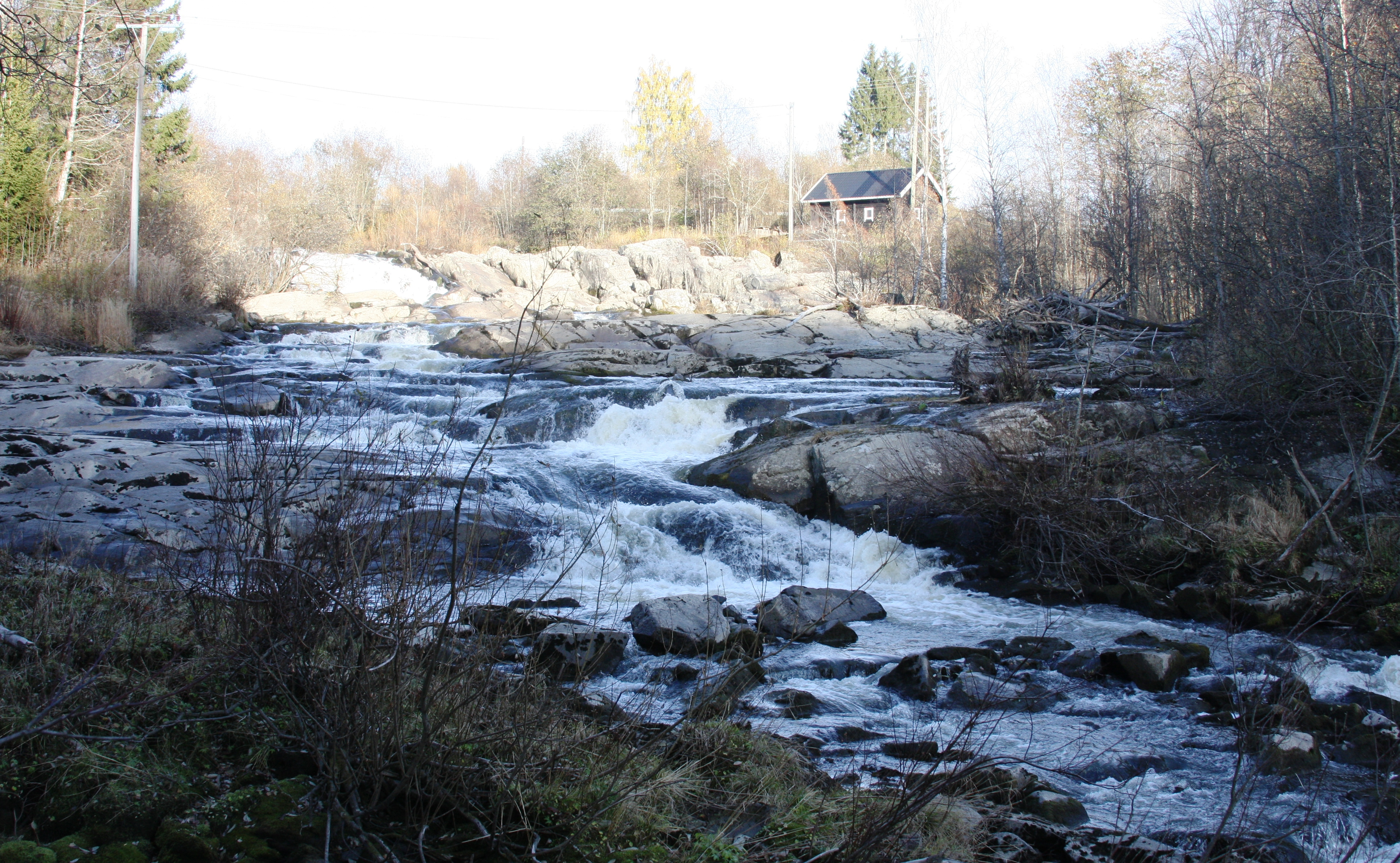
Rivière Leira